# Gobionellus oceanicus
 Gobionellus oceanicus és una espècie de peix de la família dels gòbids i de l'ordre dels perciformes.

## Morfologia
Els mascles poden assolir els 30 cm de longitud total.

## Distribució geogràfica
Es troba a l'Atlàntic occidental de clima tropical, incloent-hi el Golf de Mèxic i les Índies Occidentals. També és present des de Guinea Bissau fins a Benín.